# Kevin Anderson (wetenschapper)

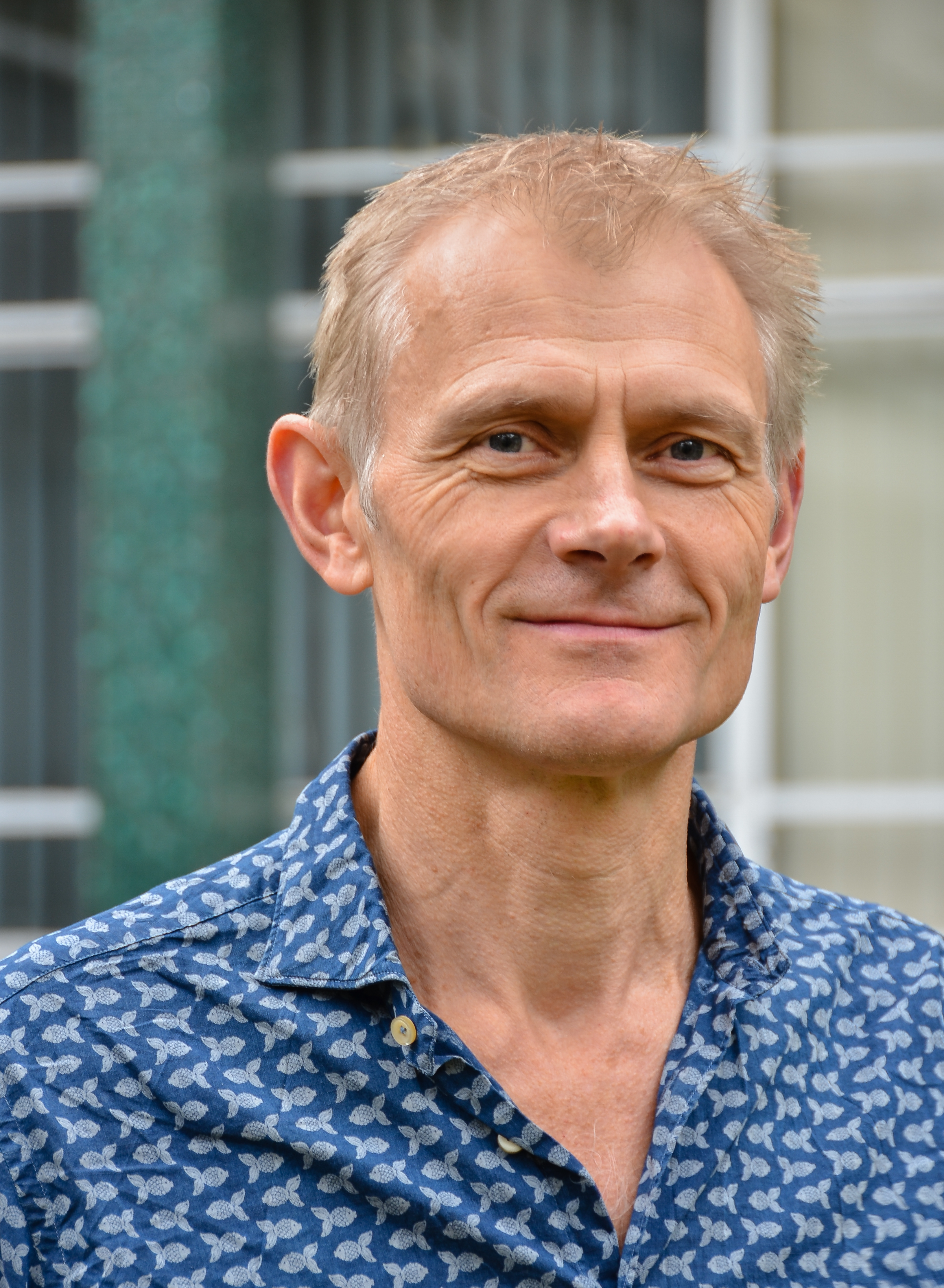
Kevin Anderson

Kevin Anderson is hoogleraar energie en klimaatverandering bij de School of Mechanical, Aerospace and Civil Engineering aan de Universiteit van Manchester en de School of Environmental Sciences aan de Universiteit van East Anglia.  Hij is tevens adjunct-directeur van het Tyndall Centre voor klimaatonderzoek. Hij publiceert geregeld in vaktijdschriften en is adviseur in klimaatzaken bij de Britse regering, bij Europese instanties en op klimaatconferenties.
In november 2010 publiceerde hij een scherpe waarschuwing in een speciale uitgave van de Philosophical Transactions of the Royal Society A: “ondanks verklaringen op het hoogste niveau van het tegendeel, is er nu weinig tot geen kans om de gemiddelde oppervlaktetemperatuur op of onder de 2° C te houden. Bovendien zijn de effecten van deze temperatuurstijging intussen naar boven toe herzien, zodat we de “2° C” nu beter kunnen beschouwen als de grens tussen 'gevaarlijke' en 'extreem gevaarlijke' klimaatverandering.” En verder: “Kort gezegd, de retoriek van het beleid is om emissies te verminderen teneinde gevaarlijke klimaatverandering te vermijden, maar de meeste beleidsadviezen accepteren in de praktijk een grote kans op extreem gevaarlijke klimaatverandering in plaats van radicale en onmiddellijke emissiereducties voor te stellen.”
Die waarschuwing herhaalde Kevin Anderson ook in verschillende media.